# Krzyż termoelektryczny

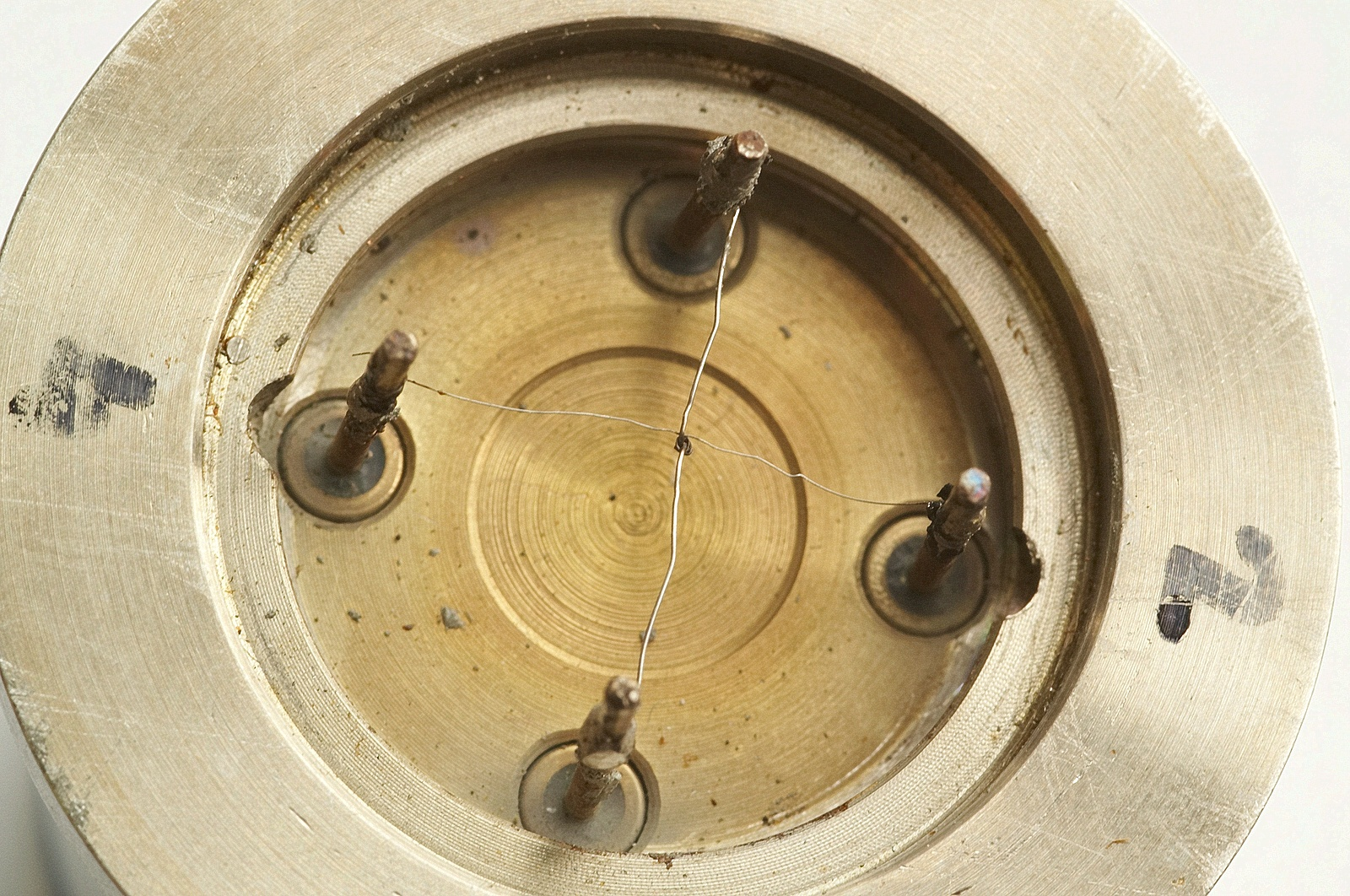
Krzyż termoelektryczny

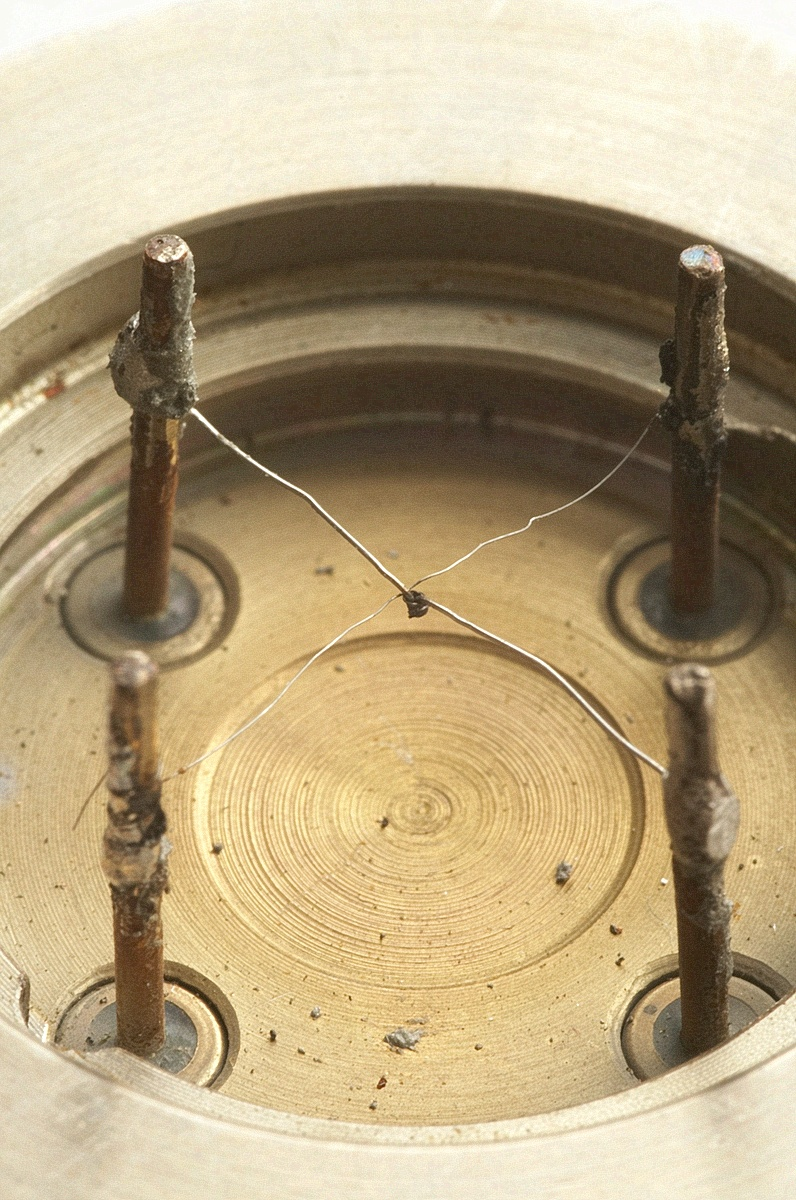
Krzyż termoelektryczny z widocznym spojeniem

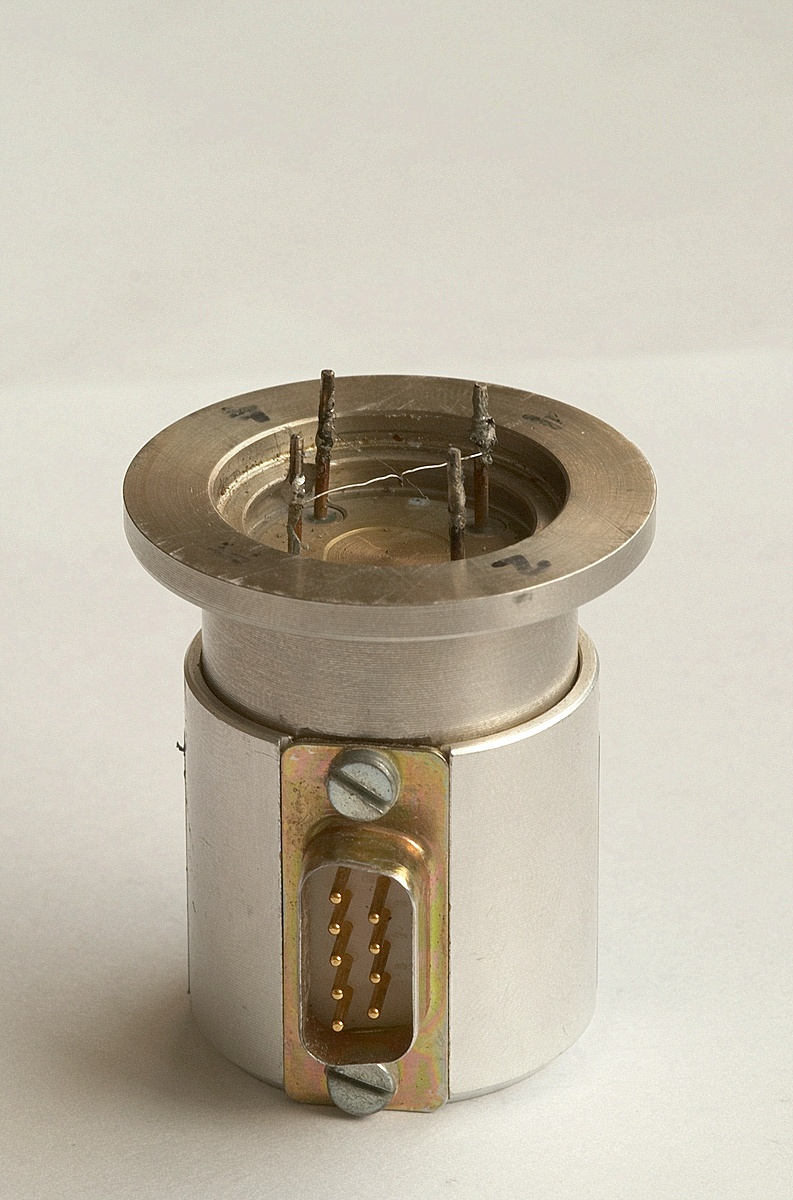
Głowica GT25 z zamontowanym krzyżem termoelektrycznym

Krzyż termoelektryczny – termoelektryczny przyrząd pomiarowy służący do pomiaru natężenia prądu lub napięcia elektrycznego. Przyrząd składa się z drutu oporowego rozpiętego między dwoma wspornikami oraz termopary, której złącze znajduje się w środku długości drutu oporowego.
Przyrządu tego używa się m.in. do pomiaru natężenia prądów zmiennych, a zwłaszcza prądów o bardzo wysokich częstotliwościach oraz o nieznanym przebiegu.
Ciepło Joule’a prądu, proporcjonalne do kwadratu natężenia prądu, powoduje podwyższenie temperatury w punkcie spojenia, to zaś wywołuje siłę elektromotoryczną w termoparze, którą mierzy się za pomocą galwanometru. Siły elektromotoryczne są na ogół niewielkie, co jest wadą przyrządu.
Ciepło odprowadzane do otoczenia, a tym samym także napięcie wskazywane przez przyrząd zależy od ciśnienia gazu; wraz ze wzrostem ciśnienia zmniejsza się napięcie wytworzone w ramionach krzyża termoelektrycznego, zmieniając jego czułość.